# Tillandsia catimbauensis
Tillandsia catimbauensis är en gräsväxtart som beskrevs av Leme, W.Till och José A. Siqueira Filho. Tillandsia catimbauensis ingår i släktet Tillandsia och familjen Bromeliaceae. Inga underarter finns listade i Catalogue of Life.